# Schönbrunner Gelb
Schönbrunner Gelb (auch Habsburgergelb, Kaisergelb, fälschlich Maria-Theresiengelb) ist die traditionelle Farbe österreichischer Repräsentationsarchitektur der ausgehenden Barockzeit. Die Farbe ist ein erdiges rötliches Gelb. Sie entspricht der Farbnuance einer Färbelung mit dem Pigment Goldocker in Kalk. Eine dem Zeitgeschmack des späten 19. Jahrhunderts angepasste, mehr ins Pastell gehende Nuance ist das Seitenstettner Gelb. Entsprechende farbliche Gestaltungen sind als Barockgelb im ganzen Raum von Bayern bis nach Böhmen, Ungarn und Slowenien verbreitet.

## Schönbrunner Gelb
Die Fassadenfärbelung österreichischer Prunkbauten mit dem aus Frankreich oder Italien stammenden Pigment Goldocker – in Kombination mit satten neutralwarmen Grautönen für Nullflächen – lässt sich bis in die Barockzeit nachweisen. Kaiser Joseph II. verordnete aber in den 1780er-Jahren, alle Bauwerke des Staates Österreich und des Hauses Habsburg in diesem Ocker zu malen (der Name ‚Maria-Theresiengelb‘ nach seiner Mutter Maria Theresia, die schon 1780 starb, ist insofern irreführend).
Die französische Importware – insbesondere aus den seinerzeit wiederentdeckten Ockersteinbrüchen Südfrankreichs – war ausnehmend teuer, jedoch befanden sich Ockergruben in Böhmen in seinem Besitz, die den Bedarf decken konnten. Diese Verordnung kann als Musterbeispiel der physiokratischen und merkantilistischen Konzepte des Josephinismus gelten.
Namensgebend für die Farbe ist der Anstrich des Schlosses Schönbrunn in Wien. 1817–1819 nimmt Johan Aman eine dem klassizistischen Zeitgeschmack entsprechende Vereinheitlichung und Vereinfachung der Fassade vor. Dieses Schönbrunner Gelb ist die Farbe, die bis weit ins 20. Jahrhundert hinein das Markenzeichen der k. u. k. Monarchie überhaupt werden sollte, da alle Bahnhöfe und Regierungsgebäude, zahlreiche Schlösser, Klöster, Kirchen, und – vom gehobenen Bürgertum, später auch dem Bauerntum übernommen – auch Villen, Stadthäuser und Bauernhöfe darin gehalten waren.
Technisch hergestellt wird die ursprüngliche Mauerfarbe Schönbrunner Gelb, indem Kalk zunächst mit grünem Eisen(II)-sulfat (Grünsalz) eingefärbt wird. Durch Fällung und Oxidation entsteht das typische gelbe Eisen(III)-oxidhydroxid (FeO(OH)), welches den Farbton bestimmt. Bei Erwärmung, beispielsweise infolge eines Brandes, geht Eisen(III)-oxidhydroxid in rötlich-braunes Eisen(III)-oxid über.

Schloss Schönbrunn
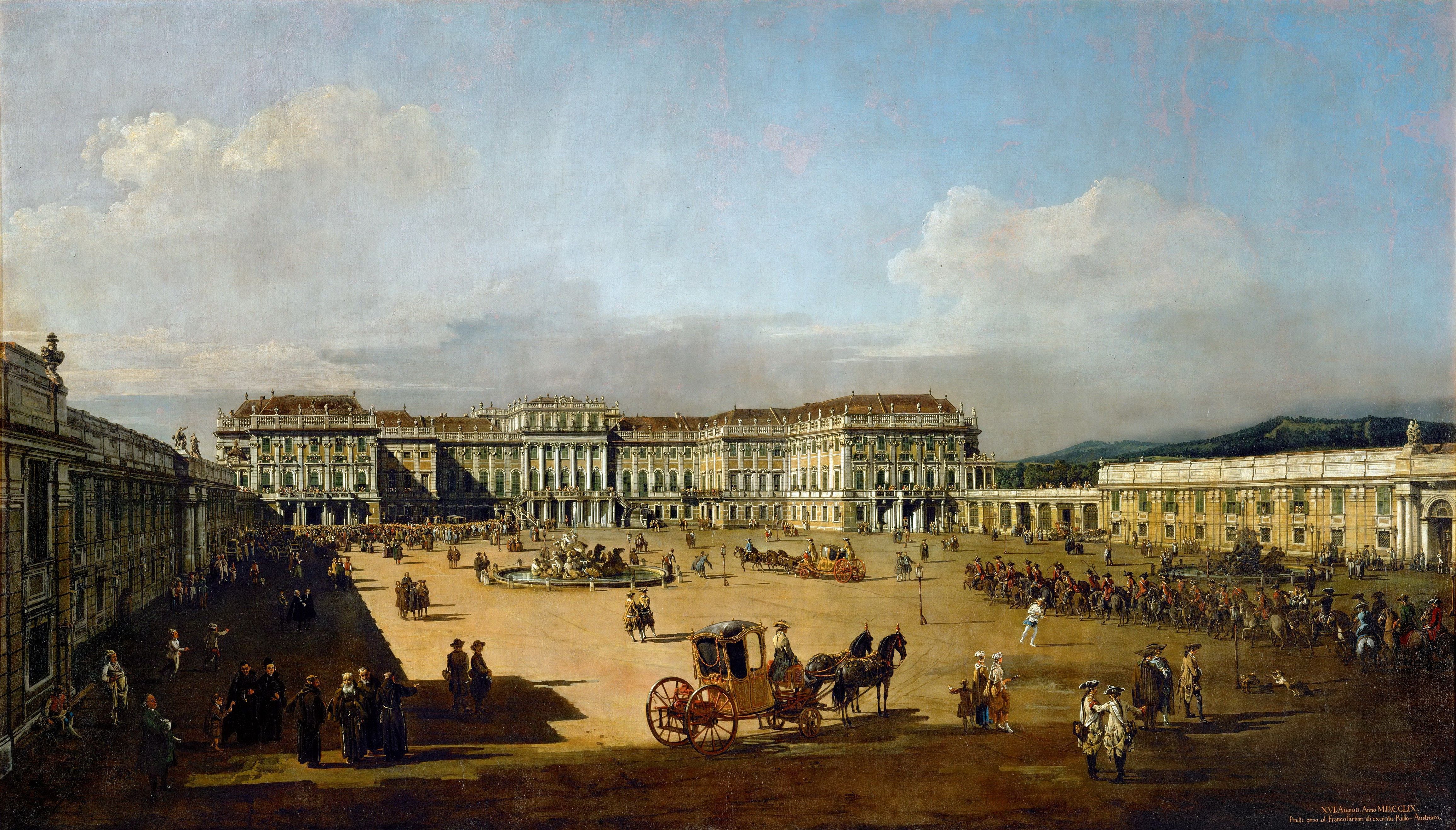
Bernardo Bellotto Canaletto 1758/61. Der Haupttrakt zeigt noch die abwechslungsreichere Barockfassung, das Seitengebäude das typische Schönbrunner Gelb.
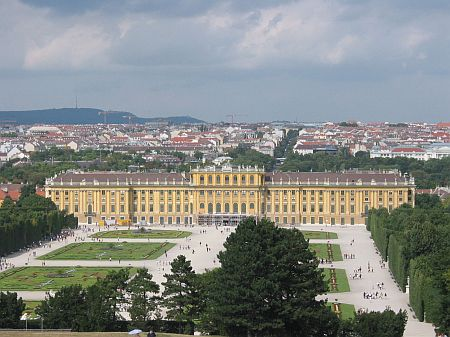
Der heutige Zustand (2005) nach der Restaurierung der Westfassade 2000
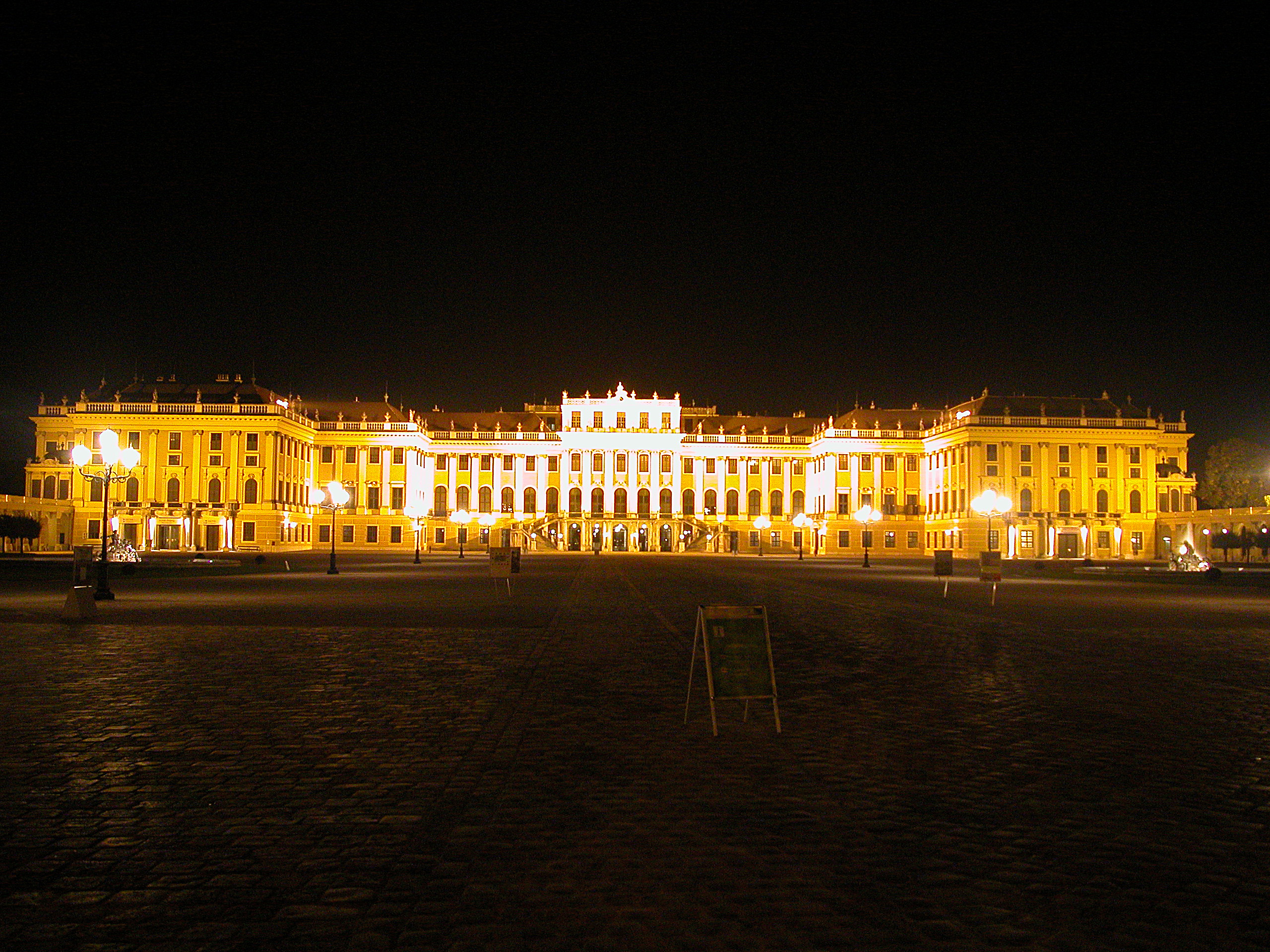
Nächtliche Beleuchtung. Diese gibt in etwa den Eindruck der josephinischen Fassung wieder (Am Foto übermäßig farbstark)

## Seitenstettner Gelb
Der Name leitet sich vom Stift Seitenstetten im niederösterreichischen Mostviertel ab. Sie geht auf ein etwas verblasstes Schönbrunner Gelb zurück und entspricht mehr dem Zeitgeschmack des Neobarock. Der Farbauftrag erfolgt auf einen Rieselputz, Fenster, Simse und Gebäudeecken sind mit weiß gestrichenen Faschen gegliedert. Seitenstettner Gelb ist eine traditionelle Farbgebung für kirchliche und weltliche Gebäude (Pfarrhöfe, Vierkanter) im Mostviertel.

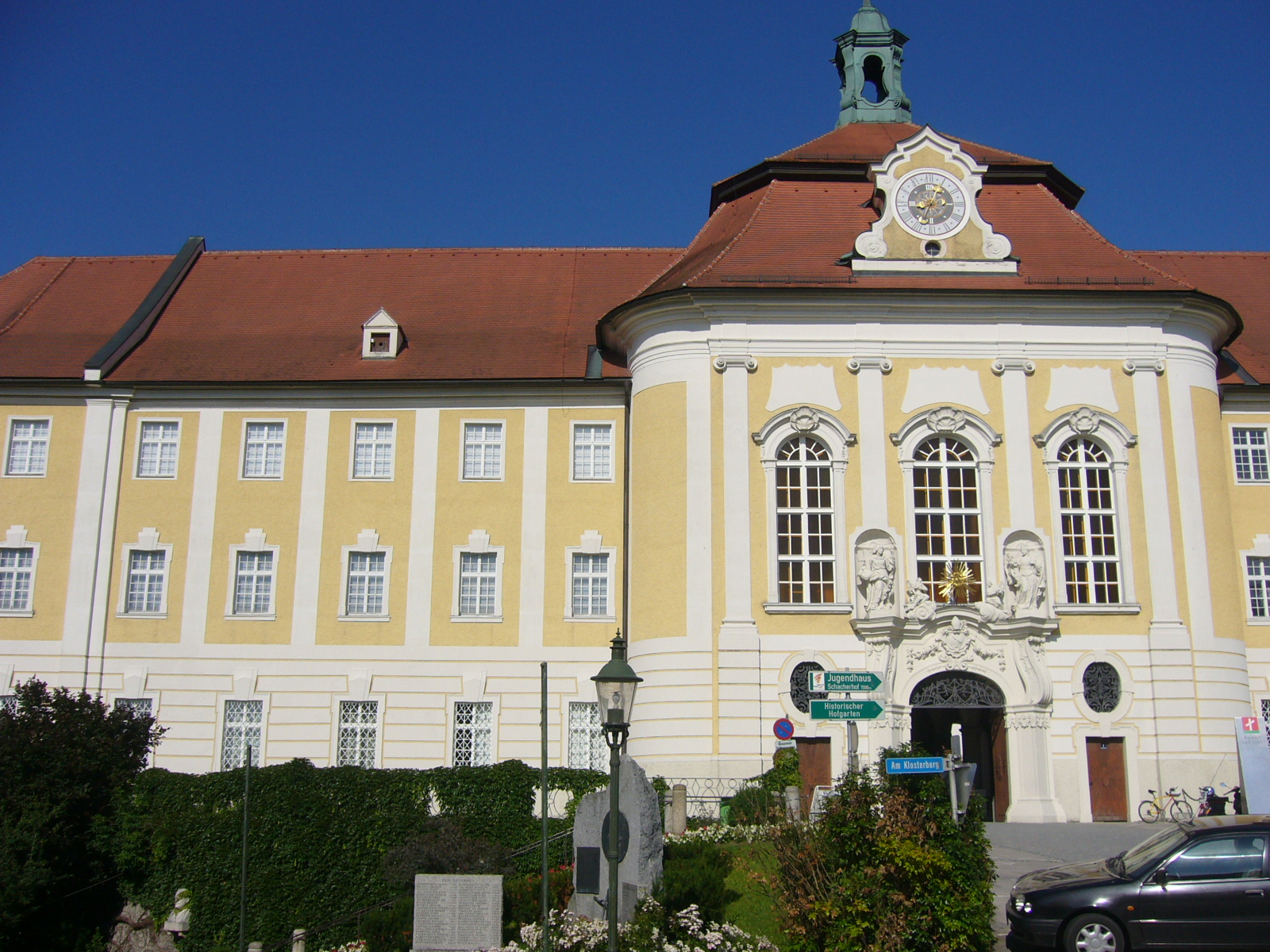
Stift Seitenstetten
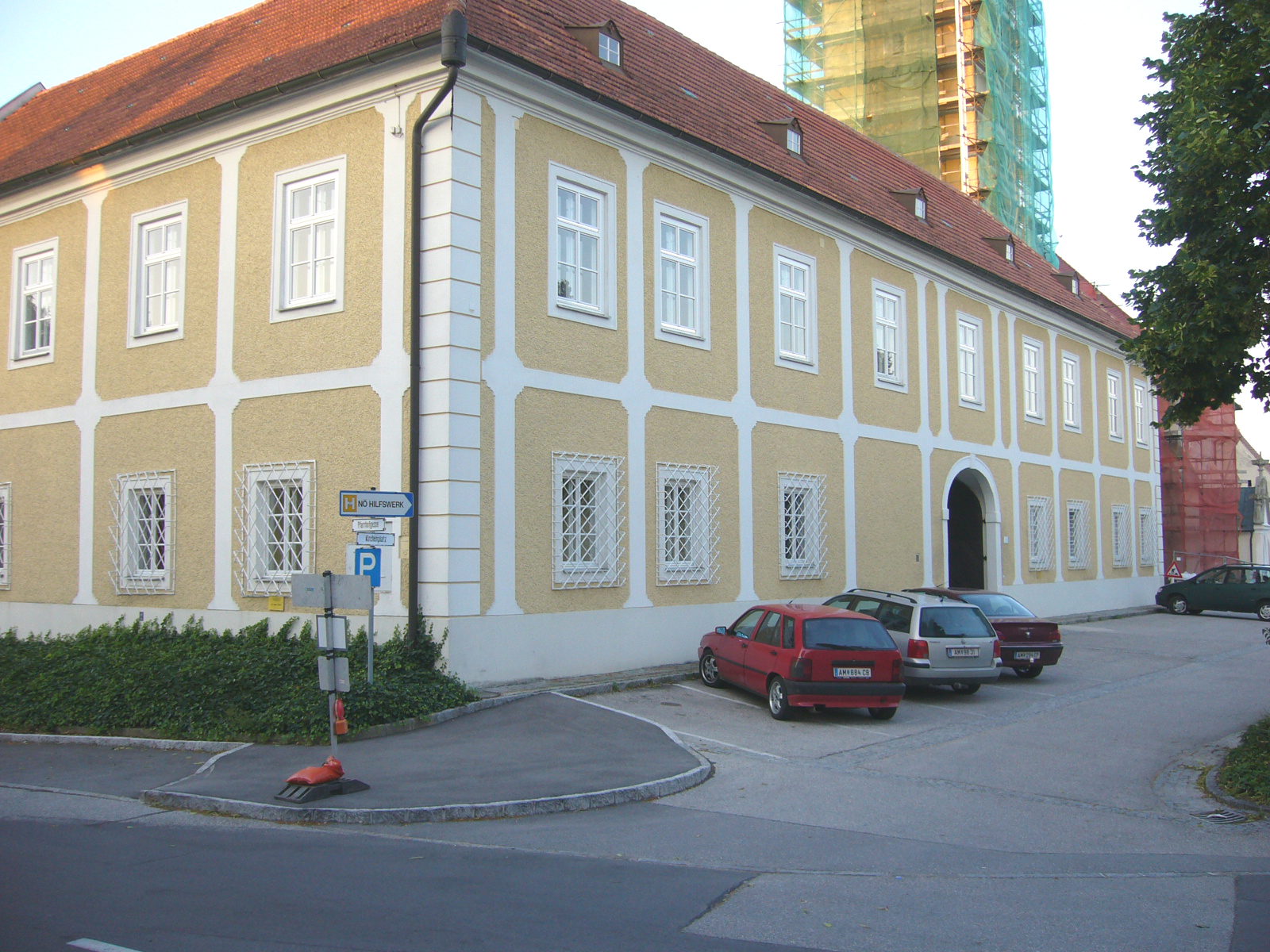
Pfarrhof Aschbach-Markt
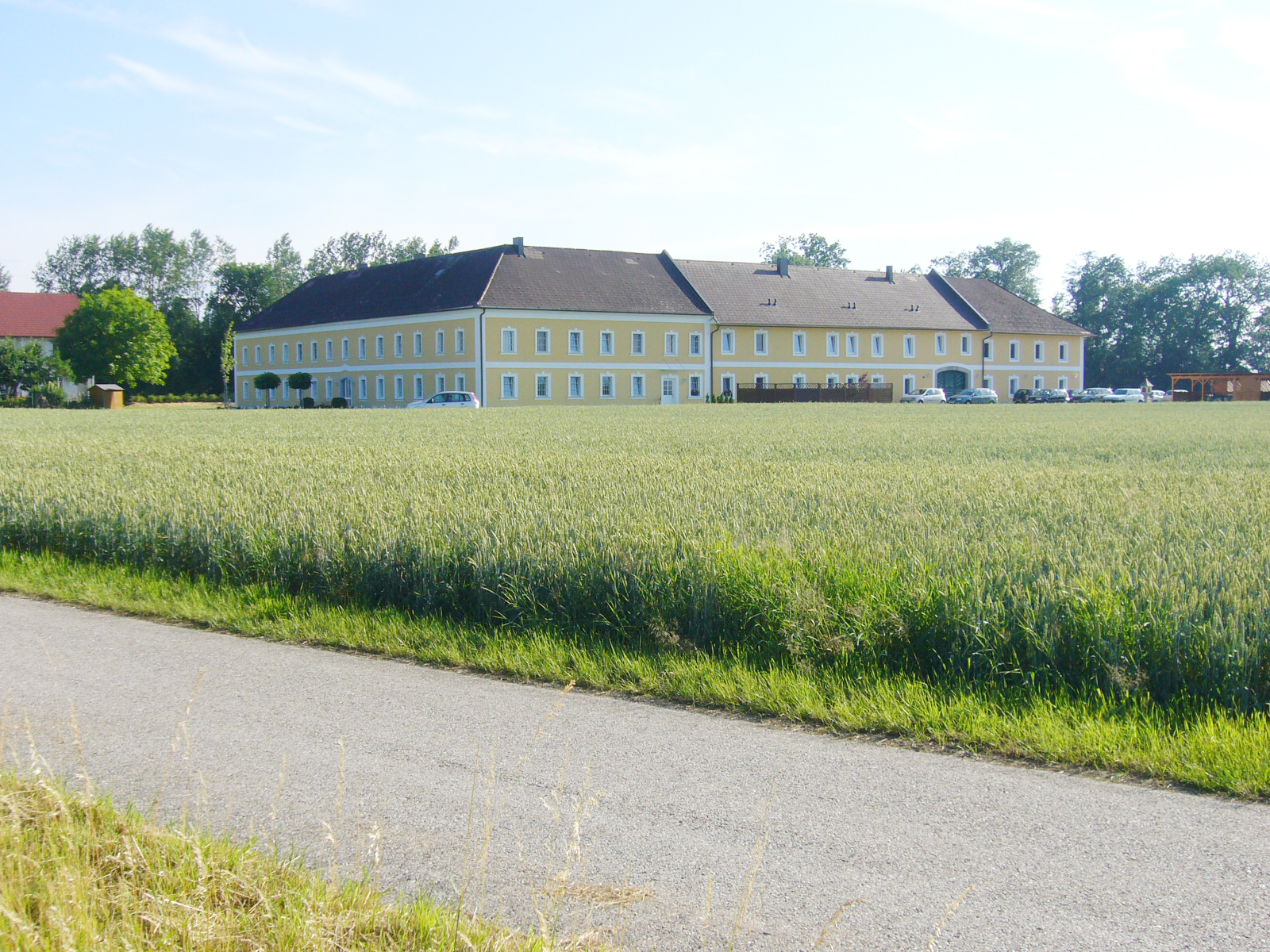
Vierkanter im Mostviertel